# 社会主义行动 (美国)
社会主义行动（英語：Socialist Action）是美国的一个托洛茨基主义政党。

## 起源
该党由一些托洛茨基主义者于1983年成立。他们由于对不断革命论、阶级独立论的保卫以及对第四国际的统一的坚定支持而被社会主义工人党开除。
很多年来，社会主义行动对第四国际的再统一的方法的演变始终抱着一种批评的态度。 由于社会主义行动对第四国际领导层向泛左翼阵线提供支持至关重要，这使得该组织常常觉得自己不过是从属于其他政治力量。在1990年代，该党支持了第四国际内部的一个左翼少数派，与其它国际社会主义组织也有来往。另外，一些与该党有联系的加拿大托洛茨基主义者于1994年组建了社会主义行动 (加拿大)。

## 选举活动
在数次选举中，社会主义行动都推出了它的选举人，并成立了选举办公室为他们运作。它视选举为一种促进社会主义政治的手段，同时也为了宣扬该组织正在前进这样的观点。由于法律上的原因，社会主义行动不必公开那些为他的选举行动提供财政支持的人。这是由于官方过去以来对信奉社会主义选举人显而易见的骚扰使得法院采取了保护手段。.  
在很长一段时间里，社会主义行动是美国唯一一个有成员担任公共政治职务的托派组织。该组织成员亚当·瑞特斯彻于2006年4月被选为威斯康辛州道格拉斯县议员，在那一直工作到2008年。 其它社会主义行动参选的事例有杰夫·马克勒参加2006年加利福尼亚州参议院选举。以及西尔维亚·温斯坦参与了1988年旧金山教育理事会选举，赢得21000张选票。

## 政治工作
在它的历史上，社会主义行动经历了数次分裂和融合。现在，它积极投身美国的学生运动、罢工、女权运动、反战运动、环境保护以及对公民和移民权利的保护。社会主义运动的成员在组织上述运动的组织中起领导地位，例如结束伊拉克战争和阿富汗战争及对两国占领国民大会、美国劳工反战组织、气候危机联盟、释放阿布·贾迈尔总动员、琳妮·斯图尔特保护委员会、停止ICE空中入侵雷达探测系统以及几个本地工会。
社会主义行动在旧金山拥有它自己的全国办公室。通过它自己的出版社社会主义行动图书出版了许多书籍和小册子。它出版了一份月刊，这本月刊的名字也叫《社会主义行动》。社会主义行动的青年翼是争取社会主义行动青年。
近年来，一些年轻人加入该党。 截至2009年，该党在31个城市拥有成员。